# アーノルドの猫写像

写像がどのように単位正方形を延ばし、モジュロ演算に対してどのようにその断片が再構成されるかを図示したもの。矢印のついた直線は、固有空間が縮小および拡大される方向を表す。

数学におけるアーノルドの猫写像（アーノルドのねこしゃぞう、英: Arnold's cat map）は、トーラスからそれ自身へのあるカオス写像で、1960年代に猫の画像を使ってその効果を示したウラジーミル・アーノルドの名にちなむ。
商空間 {\displaystyle \mathbb {R} ^{2}/\mathbb {Z} ^{2}} としてのトーラス {\displaystyle \mathbb {T} ^{2}} を考える。アーノルドの猫写像は、次の式で与えられる変換 {\displaystyle \Gamma :\mathbb {T} ^{2}\to \mathbb {T} ^{2}} である：
{\displaystyle \Gamma \,:\,(x,y)\to (2x+y,x+y){\bmod {1}}.}
また同値であるが、行列を使うと次のように表すことも出来る：
{\displaystyle \Gamma \left({\begin{bmatrix}x\\y\end{bmatrix}}\right)={\begin{bmatrix}2&1\\1&1\end{bmatrix}}{\begin{bmatrix}x\\y\end{bmatrix}}{\bmod {1}}={\begin{bmatrix}1&1\\0&1\end{bmatrix}}{\begin{bmatrix}1&0\\1&1\end{bmatrix}}{\begin{bmatrix}x\\y\end{bmatrix}}{\bmod {1}}.}
すなわち、単位長は正方形の像の幅と等しいものとして、この像は 1 単位上にせん断された後、1 単位右にせん断され、単位正方形の外側にあるものはすべてその内側に来るように戻される。

## 性質
- Γ は行列式が 1 であるため、可逆であり、その逆行列は整数行列である；
- Γ は面積保存である；
- Γ は唯一つの双曲型平衡点（正方形の頂点）を持つ。この写像を定義する線型変換は双曲型である。すなわち、固有値は無理数で、一つは（絶対値が）1 より小さく、もう一つは（絶対値が）1 より大きい。したがってそれらはそれぞれ、安定多様体および不安定多様体であるような拡大および縮小固有空間に関連する。行列は対称であるため、それらの固有空間は直交する。固有ベクトルは有理独立な成分を持つため、それらの固有空間はいずれもトーラスを稠密に覆う。アーノルドの猫写像は特に、双曲型トーラス自己同型の有名な一例である。すなわち、絶対値が 1 であるような固有値を持たない、正方ユニモジュラ行列によって与えられるトーラスの自己同型である[2]；
- 周期軌道を持つ点の集合はそのトーラス上で稠密である。実際、ある点が前周期的であるための必要十分条件は、その座標が有理的であることである；
- Γ は位相的に推移可能（topologically transitive）である。すなわち、軌道が稠密であるようなある点が存在する。これは例えば、拡大された固有空間上の任意の点に対して成り立つ；
- 周期が n であるような点の数は実際、|λ1n + λ2n−2| である（ただし λ1 および λ2 はその行列の固有値である）。例えばこの級数のはじめのいくつかの項を挙げると、1, 5, 16, 45, 121, 320, 841, 2205 となる[3]。同様の式は、固有値が置き換えられるなら、任意のユニモジュラ双曲型トーラス自己同型に対して成立する；
- Γ はエルゴード的な混合（mixing）である；
- Γ はアノソフ微分同相（英語版）で、特に構造安定である。

## 離散猫写像

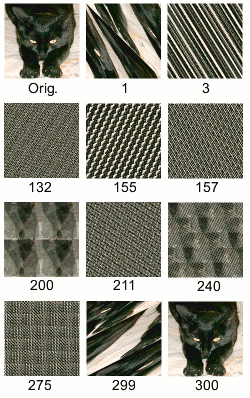
元の画像がカオス的になり、また元に戻る様子。150x150 ピクセル。数字は写像の反復の回数を表す。300回の反復を経て元の画像に戻る。

チェリーのペアの画像に対する写像の反復。74x74 ピクセル。114回の反復を経て元の画像に戻る。その中間地点で上下逆の画像が現れる。

上述の写像と同様に、離散的な猫写像を定義することが出来る。そのような写像の特徴の一つとして、画像は一見ランダムに変換されるように見えるが、多くのステップを経て元の状態に戻る、というものが挙げられる。右図の画像に見られるように、元の猫の画像はせん断され、変換の第一の反復において回転される。その後何回かの反復で現れる画像はランダムあるいは無秩序なもののように見え、さらに何回かの反復で秩序のある猫の幽霊のような画像、すなわち繰り返された構造における小さい複数のコピーや、上下逆のものなどが現れ、最終的に元の画像に戻る。
このような離散猫写像は、円周 N の円環上での状態 qt (0 ≤ qt < N) から状態 qt+1 へのホップする玉の離散ダイナミクスとして、次の二階方程式により従うものに対応する相空間フローとして表現される：
{\displaystyle q_{t+1}-3q_{t}+q_{t-1}=0\mod N.}
モーメント変数 pt = qt - qt-1 を定義すると、上述の二階方程式によるダイナミクスは、正方形 0 ≤ q, p < N（離散力学系の相空間）からそれ自身への写像として次のように書き換えられる：
{\displaystyle q_{t+1}=2q_{t}+p_{t}\mod N}
{\displaystyle p_{t+1}=q_{t}+p_{t}\mod N.}
このアーノルドの猫写像は、カオス系に典型的な混合挙動を示す。しかし、この変換の行列式は 1 に等しいので、写像は面積保存かつ可逆であり、その逆変換は次のように得られる：
{\displaystyle q_{t-1}=q_{t}-p_{t}\mod N}
{\displaystyle p_{t-1}=-q_{t}+2p_{t}\mod N.}
実変数 q と p に対し、N = 1 と定めることはよく行われる。そのような場合、周期境界を持つ単位正方形からそれ自身への写像が結果として得られる。
N が整数値である場合、位置変数およびモーメント変数も整数に制限され、猫写像は点のトーラス状の正方格子からそれ自身への写像となる。そのような整数猫写像は、デジタル画像を活用するポアンカレ再帰を伴う混合挙動を示すために幅広く用いられている。画像を元に戻すために必要となる反復の回数は 3N を超えないことが示されている。
ある画像に対して、各反復の間の関係は次のように表現できる：
{\displaystyle {\begin{array}{rrcl}n=0:\quad &T^{0}(x,y)&=&{\mbox{Input Image}}(x,y)\\n=1:\quad &T^{1}(x,y)&=&T^{0}\left({\bmod {(}}2x+y,N),{\bmod {(}}x+y,N)\right)\\&&\vdots \\n=k:\quad &T^{k}(x,y)&=&T^{k-1}\left({\bmod {(}}2x+y,N),{\bmod {(}}x+y,N)\right)\\&&\vdots \\n=m:\quad &{\mbox{Output Image}}(x,y)&=&T^{m}(x,y)\end{array}}}